# AZS AWF Poznań
Der AZS AWF Poznań ist ein Sportverein aus der polnischen Stadt Posen. Der Club mit den Vereinsfarben Blau-Weiß wurde 1977 an der Sporthochschule Posen (Akademia Wychowania Fizycznego) gegründet. Er unterhält Abteilungen im Turnen, Hockey, Kickboxen, Leichtathletik, Handball, Wasserball, Schwimmen, Volleyball, Taekwondo, Fechten und Rudern.

## Hockey
| Europapokalbilanz Herren Feld |                    |        |       |           |
| Jahr                          | Wettbewerb         | Niveau | Platz | Ort       |
| 2010                          | Euro Hockey League | 1      | VR 24 | Paris     |
| 2017                          | Euro Hockey League | 1      | VR 24 | Banbridge |

Die Hockeyabteilung wurde 1997 mit einem Damenteam gegründet, drei Jahre später kam ein Herrenteam dazu, das ausschließlich aus Studenten der Sporthochschule besteht. Die Mannschaft spielt seit 2001 in der höchsten polnischen Liga und konnte 2009 sowohl auf dem Feld als auch in der Halle in der Meisterschaft den dritten Platz belegen. In der Saison 2009/2010 vertrat AZS AWF Polen bei der Euro Hockey League, wo das Team nach 1:4 gegen East Grinstead Hockey Club und 0:6 gegen Amsterdam H&BC bereits nach der Vorrunde ausschied. Die Damen des Clubs wurden 1998 polnischer Feldhockeymeister, sowie 2000 und 2002
polnischer Hallenhockeymeister.
- Polnischer Hallenhockey-Meister: 2021

## Leichtathletik
Die Weltmeisterin 2009 und Weltrekordhalterin im Hammerwerfen Anita Włodarczyk startet für AZS AWF Posen.